# Onda (Fluss)
Die Onda (russisch Онда) ist ein Fluss in der Republik Karelien in Russland.
Sie hat eine Länge von 197 km und ein Einzugsgebiet von 4080 km².
Sie hat ihren Ursprung nordwestlich des Ondosero-Sees.
Sie fließt in überwiegend südlicher Richtung zum Ondosero.
Anschließend wendet sie sich nach Osten und erreicht den Ondskoje-Stausee, einen nördlichen Ausläufer des Wygosero.
Die letzten 7 km ihres Unterlaufs sind Teil der Wasserkraftwerks-Kaskade zwischen Wygosero und Weißem Meer.
Das Ondskaja-Wasserkraftwerk, das am Abfluss des Ondskoje-Stausees (Wygosero) liegt, hat eine installierte Leistung von 80 MW und nutzt ein Gefälle von 26 m.